# فيفا 06: الطريق إلى كأس العالم
فيفا 06: الطريق إلى كأس العالم لكرة القدم (بالإنجليزية: FIFA 06: Road to FIFA World Cup)‏ ، هي لعبة كرة قدم أنتجه شركة إلكترونيك آرتس في 2 ديسمبر عام 2005م، وتعمل فقط على إكس بوكس 360.

## مصدر
1. ↑  FIFA 06: Road to FIFA World Cup Review for Xbox 360 - GameSpot نسخة محفوظة 13 أكتوبر 2012 على موقع واي باك مشين.
2. ↑  "FIFA 06: Road to FIFA World Cup Release Information for Xbox 360". جيم فاكس. مؤرشف من الأصل في 2016-03-04. اطلع عليه بتاريخ 2015-04-11.
3. ↑  Calvert، Justin (21 نوفمبر 2005). "FIFA 06: Road to FIFA World Cup Review". GameSpot. مؤرشف من الأصل في 2018-02-08. اطلع عليه بتاريخ 2015-04-11.
4. ↑  "FIFA 06: Road to FIFA World Cup for Xbox 360". غيم رانكينغز. مؤرشف من الأصل في 2018-02-07. اطلع عليه بتاريخ 2015-04-11.

## وصلة خارجية
- فيفا 06: الطريق إلى كأس العالم على موقع IMDb (الإنجليزية)

- فيفا 06: الطريق إلى كأس العالم على موبي غيمز